# Souk Oufella
Pour les articles homonymes, voir Souk (homonymie) et Oufella.
Souk Oufella est une commune de la wilaya de Béjaïa en Algérie,  située à environ 50 km au sud-ouest de Béjaïa.

## Géographie

### Situation
Souk Oufella se situe à l'ouest de la wilaya de Béjaïa.
|             | Akfadou      |                |
| Chemini     | Souk Oufella | Tibane Leflaye |
| Ouzellaguen | Seddouk      |                |

### Transports
La commune de Souk Oufella dispose des bus communaux réservés au transport scolaire. Ces bus effectuent le trajet Chemini - Sidi-Aïch en passant par le chef-lieu de la commune. Une autre navette assure le transport des élèves vers les autres villages.
Les usagers des transports empruntent des mini-bus privés.. L'aller-retour entre Sidi Aich - Souk-Oufella et la commune de Chemini coûte 20 dinars algériens et le trajet Souk Oufella vers Sidi-Aïch coûte 40 dinars algériens (tarifs en 2016). Des bus de sociétés privées assurent aussi le trajet Chemini - Béjaïa pour 75 dinars l'aller-retour.
Les principaux axes routiers de la commune sont :
- Le Chemin Wilayal n°173 (CW173)
- La Route Nationale n° 26 (RN26) passe par le village de Takrietz.

### Lieux-dits, quartiers et hameaux
Outre son chef-lieu Souk Oufella-centre, la commune de Souk Oufella est composée des villages suivants : Takrietz, Tiliouacadi, Iabdounène, Badjou, Aourir, Tasga, Taourirt, Laazib Aït Aouati, Lazib Aballache, Ayaten, Zountar et Berkouk.

## Toponymie
Le nom de Souk Oufella est un toponyme composé issu pour la base du mot « souk », de l'arabe classique sūq et en arabe algérien suq, signifiant « marché » et du composant « oufella », mot kabyle signifiant « d'en haut » ; le nom complet de la localité signifie donc « le marché d'en haut ».

## Démographie
| 1987  | 1996 | 2002  | 2004 | 2008  |
| ----- | ---- | ----- | ---- | ----- |
| 7 844 | -    | 9 776 | -    | 8 931 |

## Administration et politique
| Période                                  | Période    | Identité           | Étiquette                                | Qualité                                   |
| ---------------------------------------- | ---------- | ------------------ | ---------------------------------------- | ----------------------------------------- |
| 1984                                     |            | Lahcene Bellataf   |                                          |                                           |
|                                          |            | Tayeb Azzoug       | Commission communale provisoire          | Administrateur                            |
| Juin 1990                                | Mars 1993  | Arab Achat         | RCD                                      | Maire élu                                 |
| 1993                                     | 1997       | Mouloud Sadou      | Délégué de l'exécutif communal           |                                           |
| 23/10/1997                               | 30/10/2002 | Kamel Smaïli       | RCD                                      | Maire élu                                 |
| 2002                                     | 2005       | Mohamed Sahir      | Secrétaire Général (désigné par le Wali) | Gestionnaire des affaires administratives |
| 2005                                     | 2007       | Samir Rabhi        | RCD                                      | Maire élu                                 |
| 2007                                     | 2012       | Ammimeur Hanafi    | RCD                                      | Maire élu                                 |
| 2012                                     | 2014       | Samir Rabhi        | FFS                                      | Maire élu                                 |
| 2014                                     | 2017       | Zahir Djaou        | Indépendant (Liste Thadukli)             | Maire élu                                 |
| 2017                                     | 2021       | Noureddine Boukari | FFS                                      | Maire élu                                 |
| 2021                                     | 2026       | Nabil Tareb        | Liste indépendante                       | Maire élu                                 |
| Les données manquantes sont à compléter. |            |                    |                                          |                                           |

## Équipements
La commune compte un certain nombre d'équipements éducatifs et administratifs, on compte ainsi quelques écoles primaires : l'école primaire du Vieux Marché (rebaptisée École primaire des frères Saïghi en 2013), une école primaire à Ayaten, une école primaire à Takrietz et une école primaire à Aourir ; des collèges (CEM) , un collège à Takrietz et le collège: Chahid GHERBI Salah sise au chef-lieu. Des sièges d'administration locale comme le siège de la mairie et une annexe administrative à Takrietz; une bibliothèque communale à Tiliouacadi, un bureau de poste à Tiliouacadi avec son annexe à Takrietz; deux dispensaires: l'un à Tiliouacadi et l'autre à Takrietz ainsi qu'une maison de jeunes à Takrietz  et une autre à Iabdounene.

## Personnalités
- Mohand Cherif Sahli (1906-1989), écrivain, historien et ancien ambassadeur de l'Algérie;
- Mohand Saïd Hanouz, l’un des membres fondateurs de l’académie berbère de Paris, dont il était président;
- Cherif Souami, militant de la cause amazighe et ancien membre du Haut commissariat à l'amazighité (HCA);
- Hachemi Souami, ancien journaliste de la RTA (Ancien sigle de la TV algérienne), devenu député de l’émigration;
- Maitre Bouzida Arezki, maquisard durant la guerre d’Algérie et avocat;
- Mahdi Belhaddad, haut fonctionnaire français, y est enterré.

## Sources, notes et références
1. ↑  Code des agglomérations : 5e recensement général de la population et de l'habitat, vol. 169/2012, Alger, Office national des statistiques, coll. « Collections statistiques », 2012, p. 24.
2. 1 2  « Wilaya de Béjaïa : répartition de la population résidente des ménages ordinaires et collectifs, selon la commune de résidence et la dispersion ». Données du recensement général de la population et de l'habitat de 2008 sur le site de l'ONS.
3. ↑  « Décret no 84-365 du 1er décembre 1984 fixant la composition, la consistance et les limites territoriales des communes », Journal officiel de la République algérienne démocratique et populaire, no 67,‎ 19 décembre 1984, p. 1486 (lire en ligne).
4. ↑  Foudil Cheriguen, Toponymie algérienne des lieux habités (les noms composés), Alger, Épigraphe, 1993, p. 98, 137.
5. ↑  Service de la planification et de l'aménagement du territoire, La wilaya de Béjaïa en quelques chiffres, Wilaya de Béjaïa, 1988, p. 5.
6. ↑  Population des communes algériennes en 2002 à partir des données de l'ONS.